# ホクエツ
株式会社ホクエツ（Hokuetsu Co.,ltd ）は、新潟県燕市に本社を置く小型農業機械のメーカー。

## 概要
新潟県燕市で浅野金六が1973年に北越物産株式会社を設立し、農業資材、小型農業機械の卸販売に着手。その後1984年にグループ会社の丸越工業株式会社を設立し、共同で小型農業機械の設計開発製造に本格的に乗り出した。2003年に会社商号を株式会社ホクエツに変更。
農業関係以外にも1989年宅配レディ北越（現：宅配トマト事業部）を設立し、トイレットペーパーやコピー用紙といった消耗品も取扱している。

## 略歴
- 1973年（昭和48年） - 新潟県燕市大曲に北越物産株式会社を設立。
- 1978年（昭和53年） - 北海道岩見沢市北4条に北海道出張所設立。
- 1980年（昭和55年） - 新潟県燕市物流センターに本社新築移転。
- 1982年（昭和57年） - 宮城県黒川郡に宮城出張所設立。
- 1983年（昭和58年） - 北海道岩見沢市緑町に北海道出張所移転。山形県鶴岡市美原町に山形出張所設立。
- 1984年（昭和59年） - 丸越工業株式会社を設立。各出張所を営業所に改称
- 1986年（昭和61年） - 山形県東田川郡に山形営業所事務所及び倉庫新築移転。秋田県南秋田郡に秋田営業所設立。
- 1988年（昭和63年） - 岩手県紫波郡に岩手営業所設立。北海道三笠市に北海道営業所移転。
- 1989年（平成元年） - 宅配レディ北越（現　宅配トマト事業部）設立
- 1990年（平成 2年） - 石川県金沢市に北陸甲信営業所設立。
- 1996年（平成 8年） - 青森県青森市に青森営業所設立。秋田県潟上市に秋田営業所移転。
- 1997年（平成 9年） - 福島県郡山市に福島営業所設立。
- 1998年（平成10年） - 代表取締役社長に浅野智行が就任。
- 2003年（平成15年） - 会社商号を北越物産株式会社から株式会社ホクエツに変更。
- 2005年（平成17年） - 栃木県小山市に関東営業所開設。
- 2010年（平成22年） - 新潟県燕市小池工業団地に研修センター兼常設展示場新築。
- 2012年（平成24年） - 岐阜県羽島市に東海事務所開設。
- 2013年（平成25年） - 新潟県燕市小池工業団地に第5倉庫新築。
- 2014年（平成26年） - 太陽光発電設備を第２、５倉庫の屋上に設置。
- 2015年（平成27年） - 宮城営業所倉庫増設。
- 2016年（平成28年） - 山形営業所移転。
- 2017年（平成28年） - 岩手営業所倉庫増設。

## 関連会社
- 丸越工業株式会社　http://www.marukosikk.jp/
- 株式会社バリテック新潟　http://www.varitech.co.jp/